# Philip Sidney, III conte di Leicester
Philip Sidney (10 gennaio 1619 – 6 marzo 1698) è stato un nobile e politico inglese, terzo conte di Leicester.
Sedette alla House of Commons in vari periodi tra il 1640 ed il 1659. Sostenne la causa dei Roundhead durante la guerra civile inglese. Durante la Guerre dei tre regni fu conosciuto come Visconte Lisle o Lord Lisle ed ebbe come titolo secondario quello di conte di Leicester.

## Biografia
Fu figlio di Robert Sidney, II conte di Leicester e di Dorothy Percy.
Nell'aprile 1640, fu eletto membro del parlamento per il Yarmouth (Isola di Wight) nel Short Parliament. Fu eletto parlamentare per il Yarmouth e St Ives per il Long Parliament nel novembre 1640, e scelse di sedere per il Yarmouth.
Fu colonnello del reggimento a cavallo in Irlanda nel 1641. Durante la guerra civile, come sostenitore della causa parlamentare, fu Lord luogotenente d'Irlanda dal 1646 al 1647.
Sopravvisse al Pride's Purge nel 1648 per sedere nel Rump Parliament e fu consigliere di stato dal 1648 al 1650.
Venne nominato giudice per il processo di Carlo I d'Inghilterra ma si rifiutò di agire.
Fu presidente del consiglio dal 1651 al 1652. Nel 1653 fu consigliere di stato e consigliere per il Lord Protettore, inoltre venne eletto per il Kent al Barebones Parliament.
Nel 1654 venne eletto parlamentare per l'Isola di Wight, carica che esistette solo nel First Protectorate Parliament.
Fu nominato alla House of Lord nel 1658 sotto la designazione di "Lord Visconte Lisle".
Con la restaurazione di Carlo II d'Inghilterra nel 1660 Lord Lisle ricevette il perdono regio, tanto che nel 1677 ereditò la contea alla morte del padre.
Lord Lisle sposò Lady Catherine Cecil, figlia di William Cecil, II conte di Salisbury e di Lady Catherine Howard nel 1645. Ebbero due figli, Dorothy e Robert.

## Ascendenza
|                                         |                                           |                                   | Genitori                                   |  |  | Nonni |  |  | Bisnonni     |  |  | Trisnonni      |  |
|                                         |                                           |                                   |                                            |  |  |       |  |  | Henry Sidney |  |  | William Sidney |  |
|                                         |                                           |                                   |                                            |  |  |       |  |  | Henry Sidney |  |  | William Sidney |  |
|                                         |                                           | Anne Packenham                    |                                            |  |  |       |  |  | Henry Sidney |  |  |                |  |
| Robert Sidney, I conte di Leicester     |                                           |                                   |                                            |  |  |       |  |  | Henry Sidney |  |  |                |  |
|                                         |                                           | Mary Dudley                       | John Dudley, I duca di Northumberland      |  |  |       |  |  |              |  |  |                |  |
|                                         |                                           | Mary Dudley                       | John Dudley, I duca di Northumberland      |  |  |       |  |  |              |  |  |                |  |
|                                         |                                           | Mary Dudley                       | Jane Guildford                             |  |  |       |  |  |              |  |  |                |  |
| Robert Sidney, II conte di Leicester    |                                           | Mary Dudley                       |                                            |  |  |       |  |  |              |  |  |                |  |
|                                         |                                           | John Gamage                       | Robert Gamage                              |  |  |       |  |  |              |  |  |                |  |
|                                         |                                           | John Gamage                       | Robert Gamage                              |  |  |       |  |  |              |  |  |                |  |
|                                         |                                           | John Gamage                       | Jane Champernowne                          |  |  |       |  |  |              |  |  |                |  |
| Barbara Gamage                          |                                           | John Gamage                       |                                            |  |  |       |  |  |              |  |  |                |  |
|                                         |                                           | Gwenllian verch Thomas            | Thomas ap Jenkin ap Thomas ap Hywel Powell |  |  |       |  |  |              |  |  |                |  |
|                                         |                                           | Gwenllian verch Thomas            | Thomas ap Jenkin ap Thomas ap Hywel Powell |  |  |       |  |  |              |  |  |                |  |
|                                         |                                           | Gwenllian verch Thomas            | Catrin ferch Morgan ab Ieuan ap Morgan     |  |  |       |  |  |              |  |  |                |  |
| Philip Sidney, III conte di Leicester   |                                           | Gwenllian verch Thomas            |                                            |  |  |       |  |  |              |  |  |                |  |
|                                         | Henry Percy, VIII conte di Northumberland | Thomas Percy                      |                                            |  |  |       |  |  |              |  |  |                |  |
|                                         | Henry Percy, VIII conte di Northumberland | Thomas Percy                      |                                            |  |  |       |  |  |              |  |  |                |  |
|                                         | Henry Percy, VIII conte di Northumberland | Eleanor Harbottle                 |                                            |  |  |       |  |  |              |  |  |                |  |
| Henry Percy, IX conte di Northumberland | Henry Percy, VIII conte di Northumberland |                                   |                                            |  |  |       |  |  |              |  |  |                |  |
|                                         |                                           | Catherine Neville                 | John Neville, IV barone Latimer            |  |  |       |  |  |              |  |  |                |  |
|                                         |                                           | Catherine Neville                 | John Neville, IV barone Latimer            |  |  |       |  |  |              |  |  |                |  |
|                                         |                                           | Catherine Neville                 | Lucy Somerset                              |  |  |       |  |  |              |  |  |                |  |
| Dorothy Percy                           |                                           | Catherine Neville                 |                                            |  |  |       |  |  |              |  |  |                |  |
|                                         |                                           | Walter Devereux, I conte di Essex | Richard Devereux                           |  |  |       |  |  |              |  |  |                |  |
|                                         |                                           | Walter Devereux, I conte di Essex | Richard Devereux                           |  |  |       |  |  |              |  |  |                |  |
|                                         |                                           | Walter Devereux, I conte di Essex | Dorothea Hastings                          |  |  |       |  |  |              |  |  |                |  |
| Dorothy Devereux                        |                                           | Walter Devereux, I conte di Essex |                                            |  |  |       |  |  |              |  |  |                |  |
|                                         |                                           | Lettice Knollys                   | Francis Knollys                            |  |  |       |  |  |              |  |  |                |  |
|                                         |                                           | Lettice Knollys                   | Francis Knollys                            |  |  |       |  |  |              |  |  |                |  |
|                                         |                                           | Lettice Knollys                   | Catherine Carey                            |  |  |       |  |  |              |  |  |                |  |
|                                         |                                           | Lettice Knollys                   |                                            |  |  |       |  |  |              |  |  |                |  |